# Tseri
Tseri (em grego:  Tσέρι) é uma cidade localizada no distrito de Nicósia, Chipre. Com população de 7,035 habitantes pelo census de 2011.